# Eupelix cuspidata
Eupelix cuspidata är en insektsart som beskrevs av Fabricius 1775. Eupelix cuspidata ingår i släktet Eupelix och familjen dvärgstritar. Arten är reproducerande i Sverige.

## Underarter
Arten delas in i följande underarter:
- E. c. depressa
- E. c. zelleri
- E. c. sinuata
- E. c. marginata
- E. c. producta